# Чечевиця червоноброва
Чечевиця червоноброва (Carpodacus rodochroa) — вид горобцеподібних птахів родини в'юркових (Fringillidae). Мешкає в Гімалаях.

## Опис

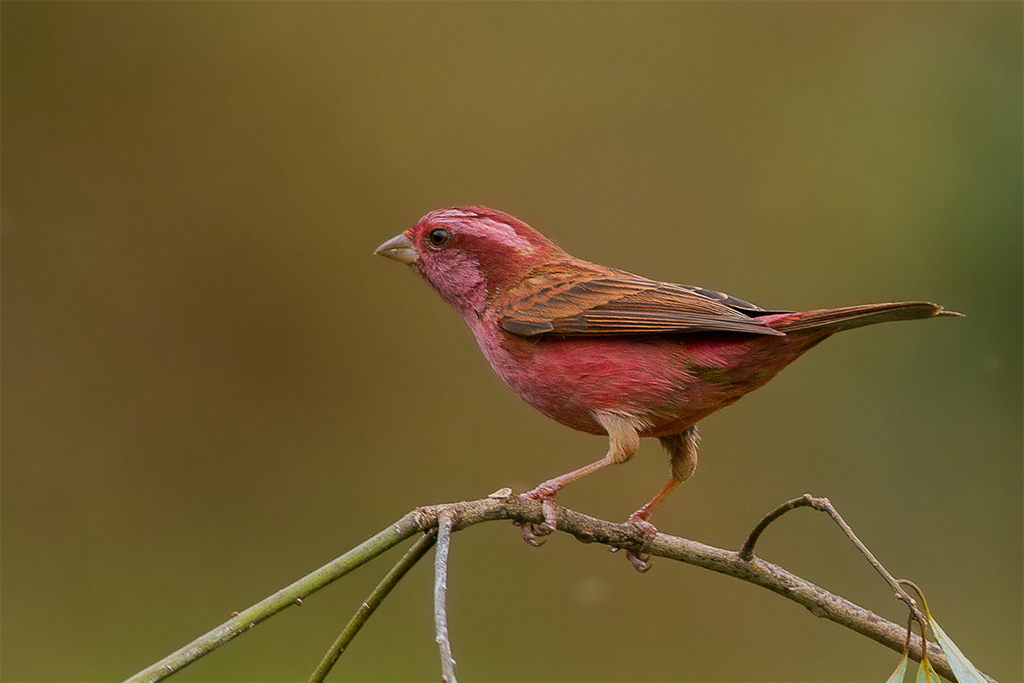
Самець червонобрової чечевиці (Уттаракханд, Індія)

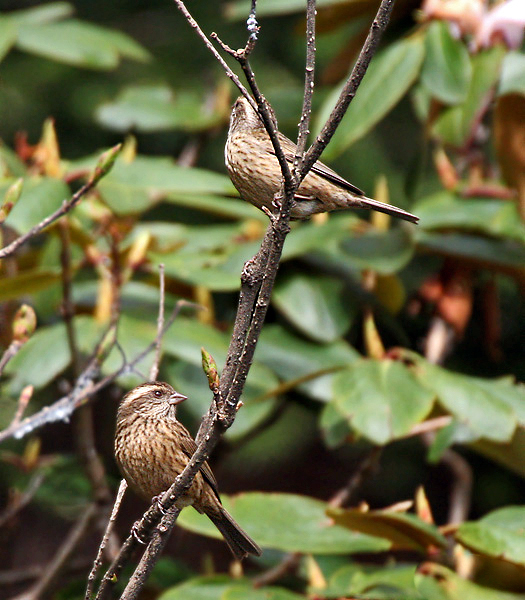
Пара самиць

Довжина птаха становить 14-15 см, вага 16-20 г. Довжина крила у самців становить 71-75 мм, у самиць 67-71 мм, довжина хвоста становить 58-62 мм. Виду притаманний статевий диморфізм.
У самців лоб рожевий, над очима рожеві широкі "брови". Тім'я і потилиця червонувато-коричневі, скроні, щоки і підборіддя рожеві, пера на скронях мають світлі кінчики. Через очі ідуть широкі червонувато-коричневі смуги. Нижня частина тіла рожева, груди з боків мають коричнюватий відтінок. Гузка блідо-рожева. Спина і плечі коричневі або червонувато-коричневі, поцятковані темними смужками. Після линьки пера мають сірувато-охристі края. Надхвістя темно-рожеве, верхні покривні пера хвоста буруваті з рожевим відтінком. Крила темно-коричневі з червонувато-коричневими краями і кінчиками, верхні покривні пера мають рожеві кінчики. Хвіст роздвоєний, темно-коричневий з коричневими або червонувато-коричневими краями. Очі червонувато-карі, дзьоб зверху чорнуватий, знизу світліший, лапи тілесного кольору.
У самиць лоб і "брови" охристі, через очі ідуть чорнувато-коричневі смуги. Щоки, підборіддя і горло охристі, поцятковані темними смужками, нижня частина тіла має коричнюватий відтінок, гузка блідо-охриста. Верхня частина тіла охристо-коричнева, поцяткована темними смугами, на надхвісті верхніх покривних перах хвоста вони відсутні. Крила темно-коричневі зі світлими краями і дещо більш світлими кінчиками. Хвіст коричневий, пера на ньому мають світлі края. Забарвлення молодих птахів є подібним до забарвлення самиць. Самці набувають дорослого забарвлення лише на другу зиму життя.

## Поширення і екологія
Червоноброві чечевиці мешкають в Пакистані, Індії, Непалі, Бутані і Китаї. Вони живуть в гірських хвойних і мішаних лісах з густим підліском, у високогірних чагарникових заростях та на високогірних луках. Зустрічаються на висоті від 2250 до 4540 м над рівнем моря, місцями на висоті до 5150 м над рівнем моря. Взимку мігрують в долини, на висоту від 1800 до 2700 м над рівнем моря. Зустрічаються парами або невеликими розрізненими зграйками, живляться насінням і ягодами, іноді дрібними безхребетними. Гніздяться в липні-серпні. Гніздо чашоподібне, в кладці від 3 до 5 яєць. Інкубаційний період триває приблизно 2 тижні, насиджують самиці. За пташенятами доглядають і самиці, і самці, вони покидають гніздо через 3 тижні після вилуплення.